# Cyclopteroidea
Super-famille
Les Cyclopteroidea sont une super-famille de poissons téléostéens selon ITIS.

## Liste des familles
- Cyclopteridae
- Liparidae